# 시테라섬으로의 여행
시테라 섬으로의 여행(Voyage To Kythera, Taxidi Sta Kithira)은 그리스에서 제작된 테오도로스 앙겔로플로스 감독의 1984년 영화이다. 지울리오 브로지 등이 주연으로 출연하였고 테오 앙겔로풀로스 등이 제작에 참여하였다.

## 출연

### 주연
- 지울리오 브로지
- 마노스 카트라키스
- 마이리 로노포로
- 도라 볼라나키

## 제작진
- 미술: Mikes Karapiperis